# Ernesto Kroch
Ernesto Kroch (geboren als Ernst Kroch; * 11. Februar 1917 in Breslau; † 11. März 2012 in Frankfurt am Main) war ein deutsch-uruguayischer Kommunist jüdischer Herkunft, Gewerkschafter, antifaschistischer Aktivist und Autor.

## Leben
Kroch wuchs in einer liberalen jüdischen Familie auf. 1932 trat er als Schlosserlehrling der Jugendorganisation der KPO bei. Mit der Machtergreifung der NSDAP ging er in den illegalisierten Widerstand. Im November 1934 wurde er von der Gestapo verhaftet. Er wurde vor Gericht gestellt und zu einer 18-monatigen Gefängnisstrafe verurteilt. Nach deren Verbüßung kam er ins KZ Lichtenburg in „Schutzhaft“. Anfang 1937 kam er unter der Bedingung frei, Deutschland innerhalb von zehn Tagen zu verlassen. Über Jugoslawien, Frankreich und Italien flüchtete er nach Uruguay. Seine Eltern fielen dem NS-Regime zum Opfer. Der Vater Ludwig Kroch verstarb in Theresienstadt, die Mutter Elly Kroch in Auschwitz.
Seit Ende 1938 lebte der Sohn in Montevideo, arbeitete als Metallarbeiter, wurde in der Metallarbeitergewerkschaft aktiv und trat der Partido Comunista de Uruguay bei. Er engagierte sich im Deutschen Antifaschistischen Komitee. Nach dem Zweiten Weltkrieg ging er in die Sowjetische Besatzungszone, obwohl er dafür von der sowjetischen Botschaft in Montevideo kein Visum erhielt. Dort trat er der KPD bei. 1964 war er Mitbegründer des Kulturinstituts Uruguay–DDR in Montevideo, aus dem die Casa Bertolt Brecht hervorging.
Nach dem Staatsstreich in Uruguay 1973 ging Kroch in den Untergrund. Die Casa Brecht wurde geschlossen. Krochs Sohn Peter wurde festgenommen und jahrelang inhaftiert. 1982 floh Ernesto Kroch nach Brasilien und von dort weiter in die Bundesrepublik Deutschland. 1985 konnte er aus dem Exil nach Uruguay zurückkehren. Mit 68 Jahren arbeitete er erneut in einer metallverarbeitenden Fabrik. Unterstützt durch die Botschaft der DDR konnte die Casa Brecht im Jahr darauf wieder öffnen. Das „Kommunikations-, Bildungs- und Austauschzentrum für uruguayische und europäische Linke“ wurde neben Stadtteilarbeit und der Unterstützung der linken Departamento-Regierung von Montevideo ab 1990 zu Krochs wichtigstem politischen Arbeitsfeld. Seit den 1990er Jahren kam Kroch regelmäßig nach Deutschland, wo er Vorträge vor Schulklassen und Lesungen hielt, mit Gewerkschaftern diskutierte und für die jährliche Attac-Sommerakademie referierte.
1966 hatte er Bruno Apitz’ Roman Nackt unter Wölfen ins Spanische übersetzt. Er publizierte neun Bücher, drei davon erschienen auf Deutsch, sechs auf Spanisch in Uruguay. Er schrieb regelmäßig für Die Weltbühne als deren Lateinamerikakorrespondent und für die Frankfurter Hefte.
Am 26. März 2007 wurde er zu seinem 90. Geburtstag zum Ehrenbürger (Ciudadano Ilustre) von Montevideo ernannt.
Zu seinem 100. Geburtstag wurde er durch eine Veranstaltung des Deutschen Exilarchivs 1933–1945 der Deutschen Nationalbibliothek gewürdigt. Den Festvortrag hielt Wolfgang Benz.

## Publikationen
- Crónicas del Barrio Sur, Ediciones de la Banda Oriental, Montevideo 1987.
- Südamerikanisches Domino. Geschichten von Liebe und Gewalt, Peter Hammer Verlag, Wuppertal 1987, ISBN 3-87294-342-1. (Peter-Hammer-Taschenbuch, Band 47.)
- Exil in der Heimat – heim ins Exil. dipa, Frankfurt am Main 1990, ISBN 3-7638-0476-5 (Neuauflage: Heimat im Exil – Exil in der Heimat. Verlag Assoziation A, Berlin, Hamburg, Göttingen 2004, ISBN 3-935936-29-X, assoziation-a.de PDF).
- Uruguay. Zwischen Diktatur und Demokratie. Ein lateinamerikanisches Modell? dipa, Frankfurt am Main 1991, ISBN 3-7638-0149-9.
- Los alemanes del milagro y los otros. Ediciones de la Banda Oriental, Montevideo 1993.
- El camino a Sisikon. Ediciones de la Banda Oriental, Montevideo 2000.
- El desafío de la globalización. Ediciones de la Banda Oriental, Montevideo 2001.

## Film
- Martin Keßler: Ernesto alias Ernst, Dokumentarfilm 2007.[7]